# زيلبور أسود
زيلبور أسود (الاسم العلمي:Xyleborus niger) هو نوع من الحشرات يتبع جنس الزيلبور من فصيلة السوسية الحقيقية.